# Дуглас, Джеймс, 2-й маркиз Дуглас
Джеймс Дуглас (англ. James Douglas, 2nd Marquess of Douglas; 1646 — 25 февраля 1700) — шотландский аристократ и пэр, 2-й маркиз Дуглас (1660—1700).

## Биография
Единственный сын Арчибальда Дугласа (1609—1655), 1-го графа Ормонда (1651—1655), от первого брака с леди Анной Стюарт (1614—1646), дочери Эсме Стюарта, герцога Леннокса (1579—1624), и Кэтрин Клифтон (ок. 1592—1637).
В апреле 1655 года скончался его отец Арчибальд Дуглас, 1-й граф Ормонд. В феврале 1660 года после смерти своего деда Уильяма Дугласа, 11-го графа Ангуса (1611—1660) и 1-го маркиза Дугласа (1633—1660), Джеймс Дуглас унаследовал титул маркиза Дугласа.
25 февраля 1700 года 54-летний Джеймс Дуглас скончался. Ему наследовал младший сын Джеймс Дуглас (1694—1761), 3-й маркиз Дуглас (1700—1761) и 1-й герцог Дуглас (1703—1761).

## Семья и дети
Джеймс Дуглас был дважды женат. Его первой женой стала Барбара Эрскин (? — 1690), дочь Джона Эрскина (1585—1653), 20-го графа Мара (1634—1653), и Джейн Маккензи. В 1681 году маркиз развелся с первой женой, обвинив её в измене. Дети:
- Джеймс Дуглас (1671—1692), граф Ангус

Вторично женился на Марии Керр (? — 1736), дочери Роберта Керра (1636—1703), 1-го маркиза Лотиана, и леди Джейн Кэмпбелл (? — 1700). Дети:
- Уильям Дуглас (1693—1694), граф Ангус
- Арчибальд Дуглас (1694—1761), 3-й маркиз Дуглас (1700) и 1-й герцог Дуглас (1703)
- Джейн Дуглас (1698—1753), муж — сэр Джон Стюарт из Грендтулли, 3-й баронет.